# Olivier Dumoulin
Pour les articles homonymes, voir Dumoulin.
Olivier Dumoulin est un historien français.

## Biographie
Agrégé d’histoire (1976), auteur d’une thèse (EHESS, 1983) sur les historiens français dans l’entre-deux-guerres à propos des conditions de l’innovation intellectuelle, habilité à diriger des recherches (2003), il a enseigné comme maître de conférences à l’université de Rouen (1980-2004), et exerce depuis 2008 comme professeur d’histoire contemporaine à l’université de Caen. Ses travaux ont été avant tout consacrés à une histoire sociale, institutionnelle et intellectuelle de l’évolution des pratiques historiographiques en France aux XIXe et XXe siècles. Il s’intéresse également à l’élaboration d’une histoire de la réalité à travers le cinéma du réel. 

### Parcours professionnel
- Professeur stagiaire au lycée de Pontoise 1976-1977
- Professeur au lycée de Louviers 1977-1988
- Chargé de travaux dirigés à Paris X 1986-1988
- Chargé de cours au centre américain de la critique, Paris 1986-1988
- Maître de conférences en histoire contemporaine, Université de Rouen 1989-2004.
- Maître de conférences associé à l'Institut d'études politiques de Paris 1994-2004
- Chargé de cours à l’Université de Fribourg (Suisse) 1996-1997
- Maître de conférences associés à l’Institut d’études politiques de Paris 2004-2006
- Professeur des universités, Histoire contemporaine, IEP de Lille 2004-2008
- Professeur des universités, Histoire Contemporaine, Université de Caen depuis 2008

## Publications
- « Histoire et historiens de droite, 1815-1990 », in Jean-François Sirinelli, L'histoire des droites en France, t. 2 Cultures, Paris, Gallimard, 1992, p. 327-398.
- Marc Bloch, Paris, Presses de la Fondation Nationale des Sciences Politiques, 340 p., 2000.
- Le rôle social de l’historien, Paris, Albin Michel, 2003.
- « L’histoire emmurée ou l’histoire hors les murs : les théâtres de Clio : 1920-2000 », in Christian Amalvi (dir.), Les lieux de l’histoire de France : Clio en ses murs du moyen âge au XXIe siècle, Armand Colin, 2005.